# Hulda Hedenborg
Hulda Hedenborg, född 28 april 1878 i Göteborgs Domkyrkoförsamling, död 27 september 1957 i Göteborgs Vasa församling, var en svensk konsthantverkare, målare, tecknare och grafiker.
Hon var dotter till skräddaren Jöns Hedenborg och Britta Stina Eriksson samt gift 1906–1913 med musikdirektören Teodor Thufvesson. Hon studerade konst för Lauritz Baltzer vid Slöjdföreningens skola 1883–1888. Hon var därefter anställd en tid som mönsterritare vid Nordiska Industriaktiebolaget i Göteborg. Hon tilldelades ett statligt stipendium som gav henne möjlighet att fortsätta sin konstindustriella utbildning i Tyskland 1905–1906. Runt sekelskiftet etablerade hon en privat målarskola i Göteborg, där hon tidvis bedrev en omfattande undervisning inom porslins- och sidenmålning samt behandling av gyllenläder och andra konstindustriella tekniker. Separat ställde hon ut med en samling mönster i Göteborg 1927 och som bildkonstnär ställde hon bland annat ut på Föreningen Idun och Sällskapet Gnistan samt i Borås och på Örebro konserthus. Hon medverkade i Göteborgs konstförenings utställning på Valand 1902. Hennes konstnärliga verksamhet var huvudsakligen av konstindustriell art men hon utförde även porträtt, stilleben, landskap samt miniatyrer på elfenben och porslin.